# 트라팔가 로
트라팔가 로(Trafalgar Law, トラファルガー ロー )는 일본의 만화 및 애니메이션 원피스의 등장인물이다.

## 개요
하트 해적단의 선장 겸 선의로, 초인계 악마의 열매인 수술수술(오페오페, 手術手術) 열매의 '개조 자유자재 인간'이다. 능력으로 수술대와 같은 '룸(room, 방)'을 형성해 그 안의 모든 것을 조작할 수 있다. 룸 안에서 쓸 수 있는 능력으로는 심장을 빼내는 '메스', 물건을 맘대로 움직일 수 있는 '택트', 물건의 위치를 바꾸는 '샘블즈(샴블즈, 샘블즈는 만화의 번역본에서 나왔다.)', 전기충격과 비슷한 '카운터 쇼크', 내장부터 파열하는 '감마 나이프' 등이 있다. 덤으로 룸 안에서 검으로 자른 것은 피가 나는 게 아니라 목숨이 붙은 채로 깨끗하게 잘린다. 룸은 체력을 상당히 소모하는 것으로 알려져 있으며, 이 룸의 크기가 커질 시 수명을 조금 깎아먹는다. 도플라밍고의 결전 전에 체력을 최대한 아끼려는 모습에서 확인할 수 있다.
첫 등장 이후 정상전쟁이 끝날 무렵에 에이스를 잃고 정신을 놓은 루피를 데려가 치료한다. 본격적으로 신세계에 진입한 밀짚모자 해적단과 '펑크 해저드'에서 조우하면서 비중이 커진다.
2년후 현재 왕하 칠무해에 들어갔으나 밀짚모자 해적단과 동맹을 맺은 뒤 해군대장 후지토라가 그를 칠무해에서 제명했고 이후 드레스로자 사건 후 5억 베리로 오른다.
763화에서 D 일족임이 밝혀졌으며, 본명은 트라팔가 D. 워텔 로(Trafalgar D. Waterloo Law)이다. 81권 SBS에서 초신성 루키들이 좋아하는 음식과 싫어하는 음식이 밝혀졌는데 그 중에서 로가 좋아하는 음식은 주먹밥과 구운 생선이며, 싫어하는 음식은 빵과 일본식 매실 장아찌인 우메보시이다.

## 외모
1. 설표모자를 착용. 2년 후에는 모자의 모양이 달라짐.
2. 날카로운 눈매와 약간의 다크써클이 있다.
3. 약간의 턱수염과 구레나룻.
4. 양쪽 귀에 각각 2개의 금 피어싱을 달았다(총 4개).
5. 몸에 아주 많은 문신을 했다.
6. 피부가 까무잡잡한 편.

## 능력
로는 수술수술 열매의 '개조 자유자재 인간'으로, 자신의 능력이 닿는 범위 내의 모든 것을 마음대로 조작할 수 있다. 신체부위 절단, 위치 교체, 심지어 사람의 영혼까지 뒤바꾸는 등 다양한 조작이 가능하다. 단 범위 바깥에는 능력이 적용되지 않으며, 체력 소모가 커서 장기전에는 적합하지 않다. 심하면 수명까지 단축된다고. 로는 절단 기술을 사용할 때 '귀곡(鬼哭)' "키코쿠"이라는 장검을 사용한다. 수술수술 열매는 도플라밍고가 하비하비 열매보다 더 애타게 찾던 열매인데다, 다른 사람들도 수술수술 열매를 가지려고 하는 등을 보니 상급 클래스 열매인 듯 하다.

## 기술
- 룸(Room)
  - 능력을 사용할 공간을 만들어낸다. 거의 모든 능력이 이 룸을 필요로 하며, 수련에 따라서 룸은 더 넓어질 수 있다.
- 절단(切断)
  - 검을 휘둘러 룸 안의 사물을 베는 기술. 공간을 잘라내므로 신체가 베여도 다치거나 죽지 않는다.
- 샘블즈(Shambles)
  - 룸 안의 2개 이상의 목표물의 위치를 바꿔치기한다. 사용자의 능력에 따라서는 사람의 영혼까지 바꿀 수도 있다.
- 스캔(Scan)
  - 검을 거꾸로 들고 손바닥을 댄 뒤, 스캔하듯이 천천히 움직여 목표물을 찾는 기술.
- 택트(Tact)
  - 손가락을 위로 치듯이 올려 목표물을 공중에 띄우는 기술. 스터벤 기술의 준비 기술로 쓰기도 한다.
- 메스(Mes)
  - 상대의 몸을 향해 손을 밀어 상대의 신체 장기를 적출하는 기술. 공간을 잘라내는 기술이기 때문에 중요한 기관(ex-심장 등)이 적출되어도 죽지 않는다.이름의 유래는 수술도구 중 하나인 메스(Mes).
- 카운터 쇼크(Counter Shock)
  - 상대의 심장 위치에 손을 대고 심장에 충격을 주는 기술. 룸을 생성하지 않아도 사용 가능하다. 이름의 유래는 부정맥 상태의 환자 심장에 전기 쇼크를 주는 응급 치료법 카운터 쇼크(Counter Shock).
- 라디오 나이프(Radio Knife)
  - 전기 쇼크를 주면서 상대를 절단해내는 기술. 그냥 절단시키는 것과는 달리 일정시간 동안 몸을 다시 붙이는 것이 불가능하다.[6] 이름의 유래는 수술도구 중 하나인 라디오 나이프(Radio Knife).
- 인젝션(Injection)
  - 상대를 향해 검을 들고 상대의 신체부위 한 곳에 집중하는 기술. 샷 기술과 연동된다.
- 샷(Shot)
  - 주사 기술로 타겟으로 잡은 상대의 신체부위를 찔러 데미지를 주는 기술. 적에게 직접적인 데미지를 주지 못하는 수술수술 열매의 능력 한계를 극복한 기술이다.
- 감마 나이프(Gamma Knife)
  - 전기 쇼크로 공격하는 기술. 이 기술에 당한 적은 외상을 입지 않는 대신 심각한 내상을 입는다. 이름의 유래는 수술방법 중 하나인 감마나이프 수술(Gamma Knife Operation).
- 스테르벤[7](死の刀, Sterben, 죽음의 메스)
  - 택트 기술로 검을 허공에 띄운 뒤, 회전시켜 적을 베는 기술

## 인생

### 고향을 잃다
로는 '하얀 마을'이라고 불렸던 노스 블루의 플레반스라는 나라에서 어린 시절을 보냈다. 플레반스는 '박연'이라고 불리는 납 종류의 광물로 엄청난 번영을 이루고 부를 누리고 있었는데, 이 박연은 세대가 내려갈수록 수명을 단축시키는 '박연병'을 일으키는 중금속이었다. 하지만 세계정부와 플레반스의 왕족은 이 사실을 알고도 박연으로 얻는 큰 수익 때문에 이 사실을 함구했고, 결국엔 플레반스의 모든 주민들이 박연병에 걸리는 참사가 일어나고 말았다. 박연병은 전염성이 없었으나 플레반스의 주변국 사람들은 전염병이라고 생각해 플레반스를 폐쇄했고, 탈출하려는 플레반스 주민은 살해했으며, 급기야 플레반스를 완전히 없애기로 결정했다. 이 사건으로 의사였던 로의 부모님이 사망했고, 박연병을 앓고 있었던 여동생 라미까지 잃고 말았다.
완전히 파괴된 플레반스에서 탈출한 로는 온 몸에 수류탄을 잔뜩 매달은 채로 돈키호테 도플라밍고를 찾아갔고, 자신을 해적단에 넣어 달라고 말했다. 로의 모습이 어린 시절의 자신과 닮았다고 느낀 도플라밍고는 로를 해적단에 입단시켰고 그를 공들여 에이스로 만들었다. 이때 로는 처음으로 도플라밍고의 동생 로시난테와 만난다.

### 로시난테의 은혜
처음에 두 사람의 관계는 그야말로 최악이었다. 로시난테는 로와 만나자마자 그를 고철더미로 던져버렸고, 고향에서 겪은 일로 이미 충분히 이성을 잃은 상태였던 로는 그를 죽이기로 결심했다. 로시난테는 도플라밍고의 친동생이었기 때문에 그를 죽이면 패밀리에서 사형선고를 받을 것이 뻔했지만, 로는 결국 로시난테의 몸에 칼을 꽂고 만다. 하지만 부상에 그쳤고, 로시난테도 그 일을 패밀리에 알리지 않았다.
로가 패밀리에 입단한 지 2년이 된 어느 날, 로는 베이비 5와 버팔로에게 자신의 풀네임에 'D'가 있음을 밝혔다. 그것을 우연히 엿들은 로시난테는 로에게 도플라밍고에 대한 모든 것을 말하면서 로에게 당장 패밀리를 떠나라고 명령했다. 하지만 로는 패밀리를 떠나지 않았고, 결국 로시난테는 로를 데리고 단신으로 패밀리에서 도망쳐 나왔다. 박연병으로 로의 수명이 6개월밖에 남지 않았기 때문에, 로시난테는 어떻게든 로의 병을 치료하기 위해 여러 나라를 돌아다녔다. 하지만 로의 병을 안 의사들은 치료를 거부했고, 그 사이 로시난테의 진심을 알게 된 로는 그에 대한 믿음을 쌓기 시작했다.
어느 날, 도플라밍고는 로시난테에게 로를 치료할 수 있는 유일한 방법인 수술수술 열매를 찾았다는 연락을 보냈다. 도플라밍고는 해군 장교 출신 해적인 디에스 배럴즈가 '미니온'이라는 섬에서 수술수술 열매를 50억 베리에 해군에 넘길 예정이라는 첩보를 받았다고 로시난테에게 말했고, 로시난테는 수술수술 열매를 가로채기 위해 로와 함께 미니온 섬으로 향했다. 로시난테는 자신의 능력을 이용해서 열매 탈취에는 성공했지만, 도중에 배럴즈의 부하들에게 발각되어 심한 부상을 입고 말았다. 하지만 어렵사리 도망쳐 나와 로에게 수술수술 열매를 먹였고, 로에게 패밀리에 대한 기밀 문서를 주면서 미니온 섬에 주둔하고 있는 해군에 넘기라고 부탁했다. 로는 곧장 기밀문서를 한 해병에게 넘기면서 로시난테를 구해 달라고 부탁했다. 하지만 그 해병은 다름 아닌 1대 코라손이자 해군에 잠입 중이었던 베르고였고, 모든 사실을 안 베르고는 로시난테와 로를 완전히 제압한 뒤, 곧장 도플라밍고에게 사실을 알렸다. 이에 도플라밍고는 두 사람이 도망가지 못하도록 새장을 발동시켰고, 곧 자신이 죽을 것을 확신한 로시난테는 로를 무사히 탈출시키기 위해 그를 상자 안에 숨겼고, 도플라밍고에게 로는 이미 해군선을 타고 빠져나갔다고 거짓말을 했다. 결국 로시난테는 도플라밍고의 총에 맞아 사망했고, 새장이 해제되자 로는 단신으로 섬을 떠났다. 이후 수술수술 열매 능력으로 자신의 박연병을 치료하고, 하트 해적단을 결성하여 활동을 시작했다.

### 하트 해적단 조직 후
정상결전이 막바지에 이를 때, 마린포드에 나타나 중태에 빠진 루피와 징베를 구해낸다. 정상결전 후, 다른 초신성들과는 달리 신세계로 들어가지 않았으며, 대신 그랜드 라인에서 활동을 하며 신세계를 대비하여 준비를 한다. 이 과정에서 해적의 심장 100개를 해군본부로 보내고 왕하 칠무해에 가입한다. 칠무해가 된 로는 과거 정부 소속이었던 신세계의 섬 펑크 하자드의 존재를 알아내고, 그곳에 과학자 시저 클라운이 은신해 있다는 사실을 알고 펑크 하자드에 머무르기 시작한다. 이 과정에서 시저는 로와 자신의 비서 모네의 심장을 교환하여 로와 계약을 한다.
펑크 하자드에서 루피를 만난 로는 루피에게 사황 카이도를 치자며 동맹 제의를 하고, 카이도의 가장 큰 거래 상대인 도플라밍고를 치기 위해 드레스로자로 진입한다. 하지만 애초에 카이도는 루피를 끌어들이기 위한 미끼였고, 로의 본래 목적은 도플라밍고를 치는 것이었다.
로는 로시난테의 복수를 위해 자신의 목숨을 버려
도플라밍고를 공격하기로 하였고, 루피와 동맹을 맺어 펑크 하자드의 시저를 인질로 사로잡은 후 도플라밍고에게 거래를 제시하고 드레스로자로 간다.
그러나 과거에 천룡인이였던 도플라밍고는 이미 손을 써서 CP0와 해군을 움직여 거짓 정보를 밝히고 로와 루피네를 속인 후 공격에 대처해 함정의 준비를 갖춘다.
이후, 드레스로자에서 로와 루피네는 흩어져 잠입하고, 후지토라, 도플라밍고와의 삼자대면에서 루피와의 동맹이 사실이라고 밝힌 로는 정식으로 칠무해에서 제명되고, 탈출과 상디를 구하는 등 체력을 과다하게 소비한 로는 도플라밍고에게 패배하여 잡혀간다. 한편 본래 동맹에서 도플라밍고 본인은 건들지 않기로한 로의 본래계획과 다르게 루피네중 일부가 톤타타족과 결합, 도플라밍고를 치고 드레스로자의 비밀이 밝혀지자 화가 난 도플라밍고는 다시 새장을 친다. 이후 루피에게 구출되던 로는 동맹을 끝내자고 하나 루피에게 거절당하고, 루피의 설득으로 결국  로는 새장을 없애기 위해 도플라밍고를 직접 쳐 로시난테의 복수를 하기로 결심, 루피와 함께 도플라밍고를 치러 가고, 둘의 연합 공격중 점점 루피를 진심으로 믿고 대하게 된다. 이후 도플라밍고의 공격으로 루피와 층이 나뉘게 된 로는 도플라밍고와 로시난테에 대한 얘기를 하며 둘이서 치열하고 싸우고, 자신이 D일족임을 밝히자 도플라밍고 역시 당황한다. 그 뒤 팔이 잘리는 등의 패배와 감마나이프 등의 반격을 반복하다가 루피의 기어4 기술로 승리하고, 로와 루피는 동맹을 계속하여 하트해적단을 찾으러 '조'로 나아가 드디어 조에서 하트해적단과 재회하게 된다. 거기서 만난 밍크족, 닌자 사무라이들과 같이 사황 중 한 명인 '카이도'를 쓰러뜨리기 위해 다시 한 번 더 '닌자 해적 밍크 사무라이'라는 동맹을 맺는다.
이후, 와노쿠니에 루피보다 먼저 도착한 로는 베포에게 루피가 와노쿠니에 온 사실을 알게 되는 것도 잠시 루피와 조로가 바쿠라 마을에 들어갔다는 걸 듣게 되고 그 말을 들은 로는 루피와 조로가 바쿠라 마을에 들어가면 일만 커지게 된다는 걸 알고 루피와 조로를 같이 막으러 가자며 부하들과 바쿠라 마을로 떠난다. 그리고 바쿠라 마을에 루피와 조로를 찾으려 왔지만, 자신의 부하인 베포가 강물에 사는 생선을 먹어 배탈이 난 걸 알게 된다. 그리하여, 화가 난 로는 이놈이고 저놈이고 얌전히 있어주라며 화를 낸다. 이후, 바쿠라 마을 입구에서 홀덤을 찾으러 가는 호킨스와 백수 해적단의 앞을 자신의 얼굴을 가린 채로 막지만, 자신의 능력을 아는 호킨스에게 금방 들통난다.

## 전투 상대
- 돈키호테 로시난테(코라손)
  - 코라손을 죽이려고 코라손의 옆구리를 칼로 찔렀지만, 코라손은 멀쩡히 살아있었음.(비김)
- 웰링턴
  - 베이비 5와 같이 싸우지만, 한방에 제압당한다.(패배) 이후, 웰링턴이 자신의 목을 짓누른 뒤 칼로 죽이려하는 동시 도플라밍고가 웰링턴을 쓰러뜨린다.
- 샤본디 주둔 해병
  - 루피, 키드와의 협공으로 승리.
- 파시피스타(번호는 불명)
  - 전투를 벌이긴 했으나 결과는 불명.
- 킨에몬
  - 모모노스케를 찾으러 펑크 하자드에 온 킨에몬을 능력으로 절단해 버림. (승리)
- 해군 GL-제5지부
  - 룸을 시전한 상태에서 군함을 공중에 띄운 상태에서 군함을 절단하고, 부대들이 있는 곳으로 군함을 떨어뜨림. 또한, 해군들의 전보벌레들도 모두 빼앗음.(승리)
- 타시기
  - 절단 능력으로 전투불능 상태로 만들어 버림으로써 승리.
- 스모커
  - 메스로 스모커의 심장을 빼 버림. (승리)
- 스카치(예티 쿨 브라더스)
  - 스카치의 허리를 절단하고 카운터 쇼크로 제압하여 승리.
- 베르고
  - 디에스 배럴즈 해적단에 잠입해 로시난테(코라손)와 수술수술 열매를 훔친 후 빠져나왔지만, 자신들 앞에 나타난 베르고에게 당함. (패배)
  - 심장을 빼앗긴 상태라 초반에는 수도 없이 공격당하나, 스모커의 도움으로 심장을 되찾은 후 절단 능력으로 베르고의 전신을 여러 조각으로 잘라 버림. (승리)

- 디아만테
  - 드레스로자 왕궁으로 가려는 몽키 D. 루피와 로를 펄럭펄럭 열매 능력을 사용해 검으로 공격하는 동시, 몽키 D. 루피를 붙잡고 룸을 사용한 후 샘블즈로 공격을 피해 왕궁 수영장으로 온다.(승리)
- 돈키호테 도플라밍고
  - 상디 일행이 시저를 데리고 빠져나갈 시간을 벌기 위해 도플라밍고와 맞붙으나 패배. 이후 드레스로자까지 날려간 뒤 도플라밍고가 쏜 총을 맞고 빈사 상태에 빠진 채로 도플라밍고에게 붙잡힌다.
  - 드레스로자에서 도플라밍고에게 잡혀 실톱으로 팔이 잘린 이후,[16] 도플라밍고의 총에 한 발 맞으나 미리 펼쳐놓은 룸 안에서 샘블즈로 대타를 세워 다연발의 총알을 피함(아무도 모르고 로가 사망한줄 알음). 페이크로 도플라밍고에게 감마 나이프와 카운터 쇼크를 했지만, 체력이 소모해 쓰러진 사이, 자신이 파괴한 내부를 실로 접합한(응급처치) 도플라밍고는 계속 살아있는다.
- 트레볼
  - 트레볼이 뿌린 점액 때문에 움직이지 못했지만, 계속 룸을 시전하고 있는 상태에서 잘린 팔로 트레볼에게 '죽음의 메스'로 복부 주위를 공격해 트레볼의 점액 절반이상을 없애버림. (승리)
- 바질 호킨스
  - 짚짚 열매 능력으로 호킨스가 검으로 공격을 하는 동시에 검으로 막음.(비김)
  - 카이도에게 당한 루피를 데리고 도망치려는 중 호킨스가 해루석이 박힌 못으로 공격함.(패배) 하지만, 간신히 카이도와 호킨스에게서 도망칠 수 있었다.
  - 이후, 호킨스랑 다시 만나지만, 짚짚 열매 능력으로 베포를 포함한 3명의 하트 해적단의  목숨을 갖고 있다고 협박을 하여서 어쩔 수 없이 피투성이가 된 채 감옥에 갇힌다.(패배)[17]
- 빅 맘(샬롯 링링)
  - 키드와 협공으로 쓰러뜨림.(승리)[18]
- 검은 수염(마샬 D. 티치) & 검은 수염 해적단 
  - 신세계 ' 위너섬' 에서 티치를 비롯한 검은 수염 해적단과 전투에서 패배.[19]
- 더글라스 불릿
  - 원피스 스탬피드에서 섬 전체와 합체하는 동시에 능력을 각성을 시켜 거대해진 불릿의 신체를 자신을 포함한 보아 행콕, 스모커, 버기, 사보와 동시에 불릿의 신체 절반을 파괴하는데 성공하지만, 쓰러뜨리지는 못함.(비김)

## 이름의 유래
그의 이름은 18세기에 실존했던 영국 출신의 해적 에드워드 로우와 트라팔가르 해전에서 따왔다. 본명의 중간 이름인 '워털루'는 워털루 전투에서 따왔다.